# Abrocoma boliviensis
Abrocoma boliviensis é uma espécie de roedor da família Abrocomidae. Endêmica da Bolívia, conhecida paenas da localização-tipo: Comarapa, Província de Manual M. Caballero, Departamento de Santa Cruz.